# Список графов Тулузы
Первые графы (comites) Тулузы известны ещё с Меровингских времён. Они назначались королями Франков и управляли городом и его окрестностями. До нас дошли упоминания только о некоторых из них, и то чрезвычайно скудные. О графах (иногда называемых герцогами) Тулузы периода правления Каролингов мы знаем чуть больше. Очень скоро графам Тулузы удалось добиться почти полной независимости и превратить должность графа в наследственный титул, который закрепился в семье графов Руэрга.
Наследные графы Тулузы правили городом Тулузой и графством, включавшим окрестности города, с конца IX века до 1271 года. Графы Тулузы и другие члены этой фамилии владели также в разное время графствами Керси, Руэрг, Альби и Ним, а также были маркизами Готии и Прованса. Кроме того, Раймунд IV основал государство Триполи в Святой Земле, которое перешло к его потомкам (см. Графство Триполи).

## Каролингские графы
- 778—787 : Корсон
- 790—806 : Гильом I Желонский (ум. 812)

ж1 — Кунигунда, ж2 — Гибурж.
- 806—816 : Бего (ум. 816), сын Жерара I, граф Парижский (см. Жерардиды)

супруга — Альпаис, дочь Людовика Благочестивого.
- 816—835 : Беренгер I Мудрый (ум.835), маркиз Септимании с 832
- 835—842 : Бернар I Септиманский (ум. 844), герцог Септимании, граф Отена и Тулузы, сын Гильома Желонского

супруга — Дуода.
- 842—843 : Акфред (ум. после 843)
- 844—849 : Гильом II Септиманский (826—850), граф Барселоны

## Наследные графы
- 849—851 : Фределон (ум. 851), сын Фулькоальда, графа де Руэрг и Сенегонды.
- 852—863 : Раймунд I (ум. 865), брат предыдущего

супруга — Берта.
- 863—863: Онфруа (Гумфред) (ум. ок. 863), граф Бона, Отёна, Шалона, Макона, маркиз Бургундии и Готии
- 863—865 : Раймунд I (вторично)
- 865—872 : Бернар II Телёнок (ум. 872), сын Раймунда I
- 872—886 : Бернар III Плантвелю (841—886), маркграф Аквитании, граф Отёна, граф Роде, граф Ормуа, граф Оверни, граф Тулузы, граф Буржа, маркиз Готии, граф Макона, граф Лиона
- 886—918 : Эд (ум. 918), сын Раймунда I

супруга — Гарсинда д'Альби
- 918—924 : Раймунд II Тулузский (ум. 924), сын предыдущего
- 924—между 944 и 969 : Раймунд III Понс (ум. между 944 и 969[2]), сын предыдущего

супруга — (Гарсинда или Герсенда), вероятно, дочь Гарсии II Санчеса, герцога Гаскони).
Примечание: В данном списке даются два графа, которые не фигурируют в традиционной родословной графов Тулузских, составленной Бенедиктинцами и приводимой в «Histoire Générale du Languedoc». Недавние исследования показали, что в промежутке между Раймундом III Понсом и Гильомом III (который согласно традиционной версии правил около 80 лет) правили ещё два графа по имени Раймунд. Внесение их в список искажает принятую нумерацию, поэтому в скобках уточняется их правильный номер.
- между 944 и 969—972 : Раймунд (IV) (ум. 972), сын Раймунда III Понса

супруга — Эмильда.
- 972—972/979 : Раймунд (V), сын Раймунда (IV)

супруга — Аделаида Анжуйская.
- 972/979—1037 : Гильом III Тайлефер (952—1037), сын предыдущего

супруга — Эмма Прованская.
- 1037—1060 : Понс (ум. 1060), сын Раймунда (IV)

супруга — Альмодис де Ла Марш
- 1060—1094 : Гильом IV (ок.1040-1094), сын предыдущего

супруга — Эмма де Мортен.
1094—1117 : Филиппа Тулузская (ум.1117), графиня Тулузы, дочь предыдущего

Герб графов Тулузских

- 1088—1105 : Раймунд IV (VI), также известен как Раймунд де Сен-Жиль (ум. 1105), маркиз Прованса, граф Триполи, брат предыдущего

ж1- (с ок. 1065) дочь Готфрида I, графа и маркиза Прованса
ж2- (с 1080) Матильда де Готвиль (1062—1094), дочь Рожера I, великого графа Сицилии
ж3- (с 1094) Эльвира Кастильская.
- 1105—1109 : Бертран (ум. 1112), граф Тулузы и Триполи, сын от 1-й жены Раймунда IV (VI). В 1109 году отправился в Святую Землю, оставив вместо себя графом Альфонса Иордана

супруга — (с 1095) Аликс Бургундская (1085—1142).
- 1109—1110 : Альфонс I Иордан (1103—1148), граф Тулузы и маркиз Прованса, сын от 3-й жены Раймунда IV (VI)
- 1098,1110—1120 : Гильом V Трубадур (1076—1126), герцог Аквитании и граф де Пуатье

супруга — Филиппа (1070—1117), дочь Гильома IV, граф Тулузского.
В период малолетства Альфонса Иордана он захватил земли последнего, но после десятилетней войны вынужден был от них отказаться.
- 1120—1148 : Альфонс I Иордан (Журден) (1103—1148), граф Тулузы и маркиз Прованса, сын от 3-й жены Раймунда IV (VI)

супруга — (с 1125) Файдида д'Юзес
- 1148—1194 : Раймунд V (VII) (ум. 1194), сын предыдущего

супруга — (с 1154) Констанция Капетинг, дочь короля Людовика VI и Аделаиды Савойской
- 1148—1148 Альфонс II (ум.1175/1189), граф Тулузы в 1148, сын Альфонса I и соправитель брата Раймунда V.

- 1194—1222 : Раймунд VI (VIII) (ум. 1222), сын предыдущего

ж1- (с 1173) Эрмессинда де Пеле (ум. 1176)
ж2- (с 1178) Беатриса де Безье, разведены в 1193
ж3- (с 1193) Бургонь де Лузиньян, разведены в 1196
ж4- (с 1196) Иоанна Английская (1165—1199), принцесса Английская, дочь Генриха II и Элеоноры Аквитанской
ж5- (с 1202) Элеонора Арагонская (1182—1226)
1215—1218 : Симон IV де Монфор, 5-й граф Лестер, виконт Безье, Агда и Каркассона
граф Тулузский по праву завоевания
1218—1224 : Амори VI де Монфор (ум.1241), сын предыдущего.
- 1222—1249 : Раймунд VII (IX), (ум. 1249), сын Раймунда VI (VIII) от 4-й жены

ж1- Санча Арагонская (1186—1242)
ж2- Маргарита де Лузиньян
- 1249—1271 : Жанна Тулузская († 1271), дочь Раймунда VII (IX) и Санчи Арагонской

супруг — (с 1241) Альфонс III де Пуатье (1220—1271), граф Тулузы, граф Пуатье, брат короля Людовик IX Святого
С их смертью графство Тулузское отошло к французской короне.

## Ненаследный граф
В 1681 году графство Тулузское было восстановлено как королевский апанаж.
1681—1737 : Луи-Александр де Бурбон (1678—1737), граф Тулузский, внебрачный сын Людовика XIV и мадам де Монтеспан